# Стенжиця-Ленчинська
Стенжиця-Ленчинська (пол. Stężyca Łęczyńska) — село в Польщі, у гміні Красностав Красноставського повіту Люблінського воєводства. Населення — 230 осіб (2011).

## Історія
У 1975—1998 роках село належало до Холмського воєводства.

## Демографія
Демографічна структура станом на 31 березня 2011 року:
|          | Загалом | Допрацездатний вік | Працездатний вік | Постпрацездатний вік |
| -------- | ------- | ------------------ | ---------------- | -------------------- |
| Чоловіки | 108     | 24                 | 68               | 16                   |
| Жінки    | 122     | 28                 | 58               | 36                   |
| Разом    | 230     | 52                 | 126              | 52                   |